# Grafton, Massachusetts
Grafton är en ort i Worcester County i delstaten Massachusetts, USA.